# Dodécadodécaèdre ditrigonal
En géométrie, le dodécadodécaèdre ditrigonal est un polyèdre uniforme non-convexe, indexé sous le nom U41.
Il partage son arrangement de sommet avec le dodécaèdre régulier. Il partage, de plus, ses arêtes avec le petit icosidodécaèdre ditrigonal et le grand icosidodécaèdre ditrigonal.